# Csomatelke
Csomatelke (szlovákul: Čamovce) község Szlovákiában, a Besztercebányai kerületben, a Losonci járásban. A Novohrad-Nógrád UNESCO Globális Geopark települése. 
Hasonló nevű települések: Csoma, Gyergyócsomafalva, Csomaköz, Csomakőrös, Tiszacsoma, Csomafalva.

## Fekvése
Az egykori Gömör vármegye délnyugati szegletében, Fülektől 6 km-re délkeletre fekszik, Gömörsid és Sőreg falvak között. A Losonci járás része. Természetföldrajzi szempontból a Csomai patak völgyének egy hirtelen összeszűkülő részén terül el, a Bénai-hegytől északkeletre.

## Története
A település a 11. században keletkezett, 1240-ben „Chama” alakban említik először. Valószínűleg nevét egy Csoma/Chama nevű bolondóci várjobbágyról kapta, aki a települést szolgálataiért kapta jutalmul. Első írásos emléke 1240. április 6-áról származik, melyben IV. Béla magyar király elkobozza Bánk bántól Csomát, és Geche ispánnak adományozza. 1439-ben „Chamafalawa” alakban szerepel a forrásokban.
Az ajnácskői uradalom részét képezte, a középkor során Szécsényi Tamás erdélyi vajda, a királynő illetve a Palóczi család birtoka volt. A későbbiekben birtokosai között megtaláljuk a Feledy és Lórántffy családokat, valamint Feledy Eusztákot is. Lakói sokat szenvedtek a török támadásoktól, 1683-ban felgyújtották a Bécs alatt legyőzött törökök.  Az 1773-as Urbárium idején 361 lakója volt a településnek. A 18. században a Vécsey és Vay családok tulajdonában állt. 1828-ban 39 házában 433 lakosa élt, akik mezőgazdasággal foglalkoztak.
Vályi András szerint: „CSOMA. Magyar falu Gömör Vármegyében, birtokosai Gróf Ráday, Báró Vécsey, és Imre Uraságok, lakosai katolikusok, fekszik Söreghez nem meszsze, ’s ennek filiája, határja hegyes, és midőn az idő kedvez, mindenféle gabonát terem, de leg inkább zabot jól terem, piatzozása két mértföldnyire, vagyonnyaikat leg inkább Losonczon, és Rimaszombatban árúllyák el, legelője elegendő, fája mind a’ kétféle, második Osztálybéli.”
Fényes Elek szerint: „Csoma, magyar falu, Gömör és Kis-Honth egyesült vgyékben, Fülekhez egy órányira: 483 kath. lak., hegyes, völgyes, de termékeny határral. F. u. többen. Ut. p. Rima-Szombat.”
Gömör-Kishont vármegye monográfiája szerint: „Csoma, a miskolcz-füleki vasútvonal mentén fekvő magyar kisközség, 110 házzal és 591, nagyobbára róm. kath. vallású lakossal. Ajnácskő vár tartozéka volt. 1341-ben már poss. Chamatelke néven van említve, 1438-ban Csomatelke, de egy évvel később Csomafalva néven. Későbbi birtokosa a Károlyi család volt, majd vétel utján Szeyffert Antal birtokába került, kinek itt ma is nagyobb birtoka és csinos úrilaka van. A kissebesi kőbánya részvénytársaság nagyobb szabású kőbányát bérel itt és sodronykötél pályája is van. A községben levő róm. kath. templom 1846-ban épült. Postája Fülek, távírója Ajnácskő és vasúti állomása Gömörsid, vagy Fülek. Ide tartozik Vidosza puszta is.”
A 19. században a Károlyi család birtokolta a falut, és kastélyt is épített a faluban, mely később Szeyferrt Antal tulajdonába került, aki gazdaságot létesített itt. 1870-ben épült meg a vasút a falun keresztül. Később kőbányát létesítettek a közeli Béna-hegyen. Csoma fejlődésének köszönhetően a lakosok száma a századfordulóra elérte a 700 főt.
A trianoni békeszerződésig területe Gömör-Kishont vármegye Feledi járásához tartozott. A trianoni diktátum értelmében a túlnyomórészt magyarok lakta falu az első Csehszlovák Köztársaság része lett. A falu hivatalos neve innentől szlovákul Čoma, magyarul pedig Csoma lett. 1938-ban Magyarországhoz csatolták. Ebben az időben újranyitották az 1919-ben bezárt kőbányát, és vasútállomást is létesítettek a faluban. A második világháború során a zsidó családokat kitelepítették. A háborúban elesettek emlékét a templom oldalán elhelyezett emléktábla őrzi.
1946-ban több magyar családot is kitelepítettek a faluból, akiknek a helyére a hatóságok magyarországi szlovákokat költöztettek. 1948-ban megváltoztatták a település hivatalos nevét is, így lett Csomából Čamovce. 1957-ben földműves szövetkezetet alapítottak, ahol nagy súly fektettek a gyümölcs, azon belül is az alma- és szőlőtermesztésre. Bár a földműves szövetkezet megszűnt, barack és almatermesztés továbbra is folyik a községben.
A faluban óvoda és általános iskola is működik.

## Népessége
| Év:            | 1994. | 2004.   | 2014.    | 2024.   |
| -------------- | ----- | ------- | -------- | ------- |
| Emberek száma: | 520   | 518     | 610      | 569     |
| Eltérés:       |       | -0,38 % | +17,76 % | -6,72 % |

| Év:            | 2023. | 2024.   |
| -------------- | ----- | ------- |
| Emberek száma: | 568   | 569     |
| Eltérés:       |       | +0,17 % |

1880-ban 370 lakosából 354 magyar és 1 szlovák anyanyelvű volt.
1890-ben 417 lakosából 413 magyar és 4 szlovák anyanyelvű volt.
1900-ban 591 lakosából 553 magyar és 31 szlovák anyanyelvű volt.
1910-ben 706 lakosából 584 magyar és 101 szlovák anyanyelvű volt.
1921-ben 571 lakosából 560 magyar és 8 csehszlovák volt.
1930-ban 579 lakosából 452 magyar, 12 zsidó, 5 csehszlovák, 93 egyéb nemzetiségű és 17 állampolgárság nélküli volt.
1941-ben 697 lakosából 666 magyar és 21 szlovák volt.
1970-ben 625 lakosából 523 magyar és 102 szlovák volt.
1980-ban 598 lakosából 508 magyar és 87 szlovák volt.
1991-ben 523 lakosából 374 magyar és 77 szlovák volt.
2001-ben 524 lakosából 409 magyar és 84 szlovák volt.
2011-ben 577 lakosából 345 magyar, 146 cigány és 74 szlovák, 12 pedig ismeretlen nemzetiségű volt. Anyanyelve alapján 473 magyar, 87 szlovák, 5 lovári, 1 cseh és 11 ismeretlen anyanyelvű ember él a településen.
2021-ben 581 lakosából 379 (+15) magyar, 114 (+11) szlovák, 58 (+13) cigány és 30 ismeretlen nemzetiségű volt.

## Nevezetességei

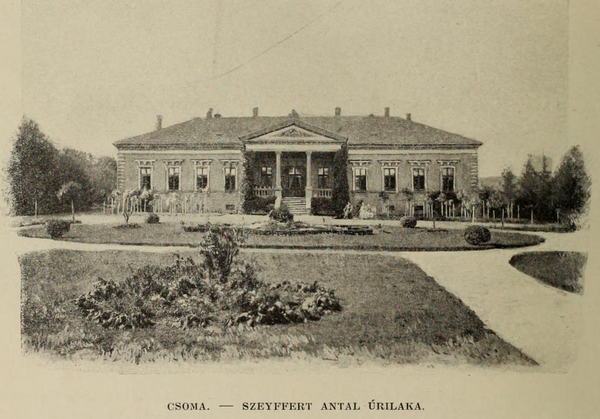
Szeyffert Antal úrilaka (1903)
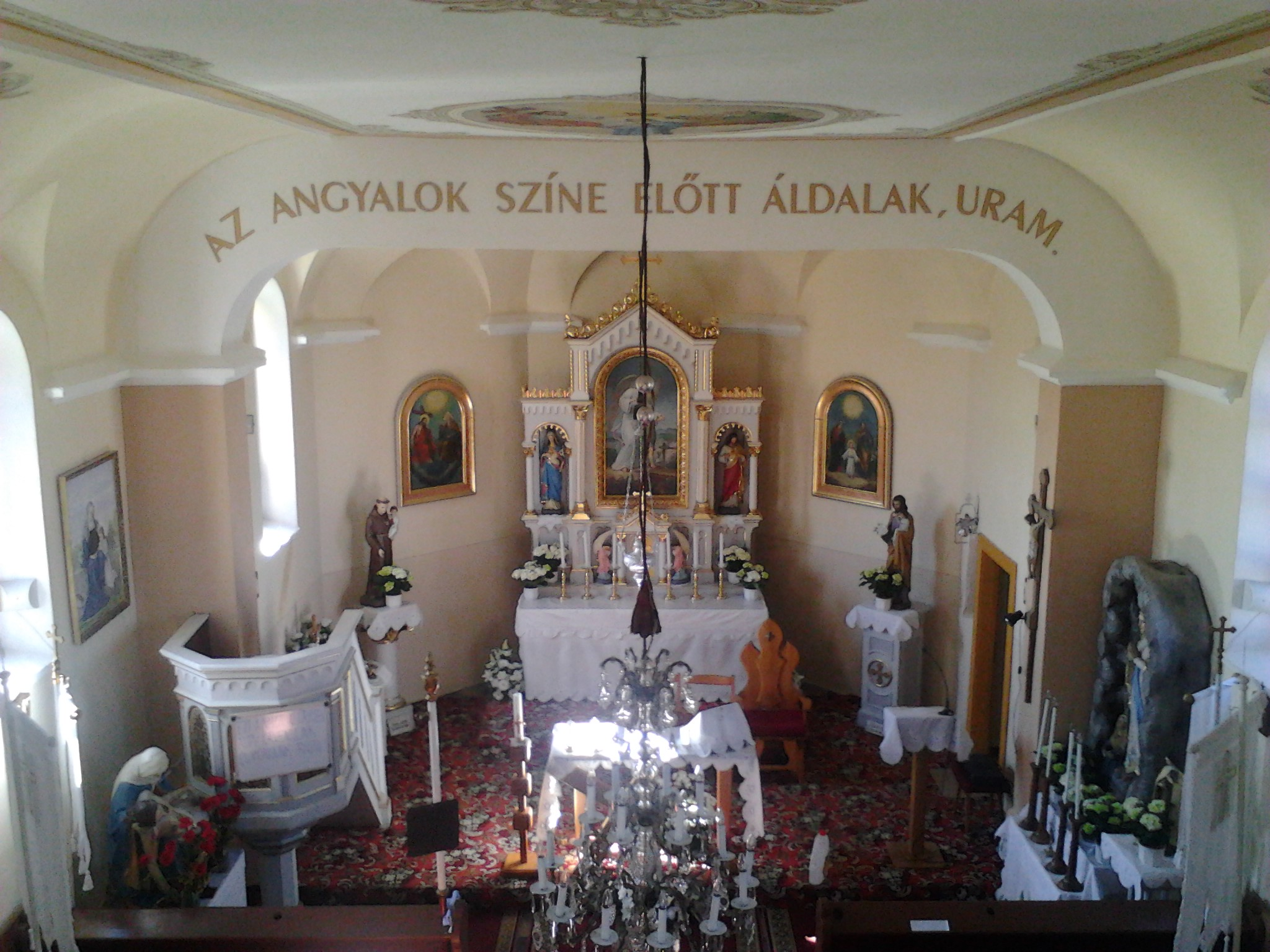
A csomai templom belülről
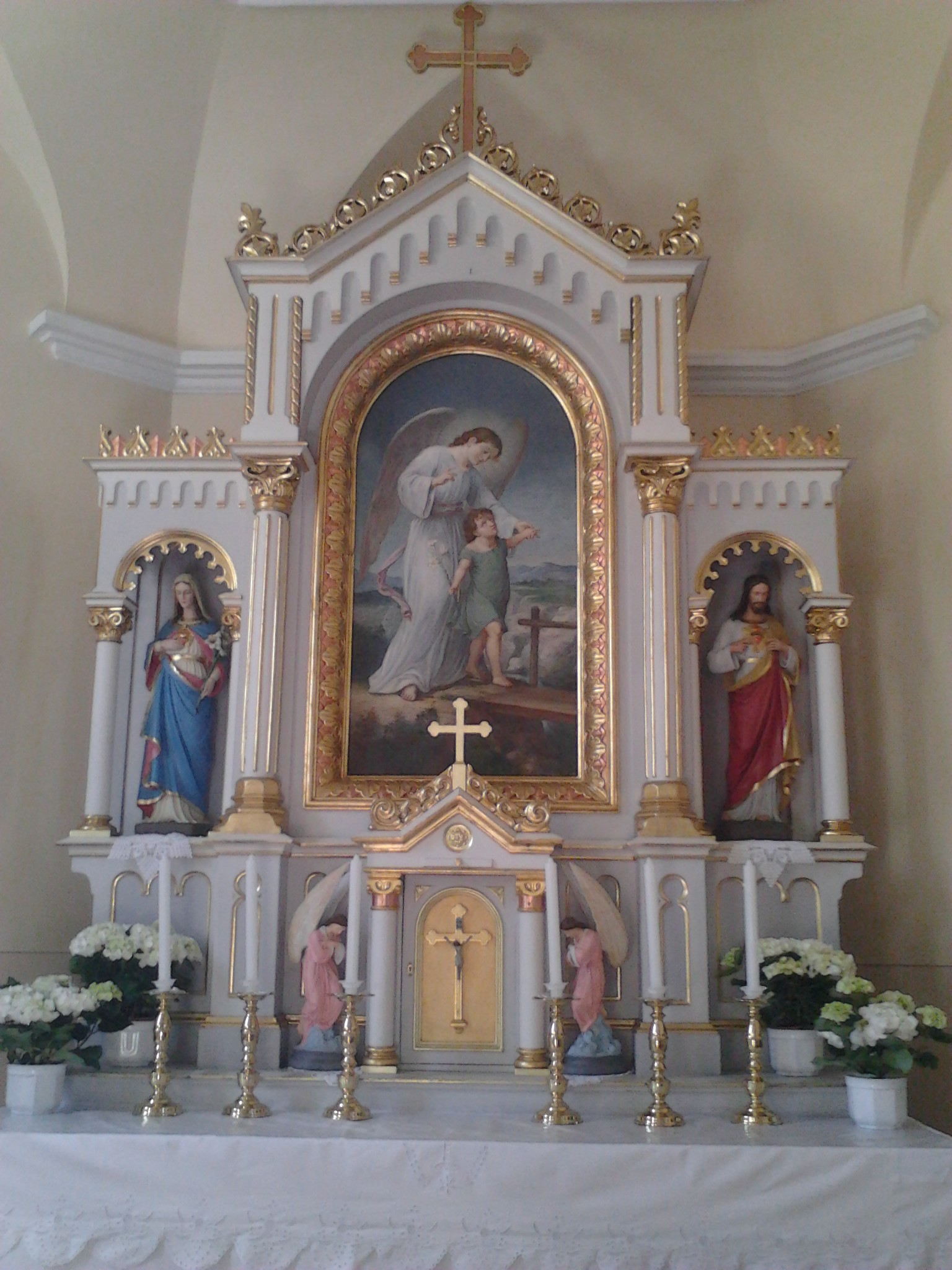
A csomai templom oltára
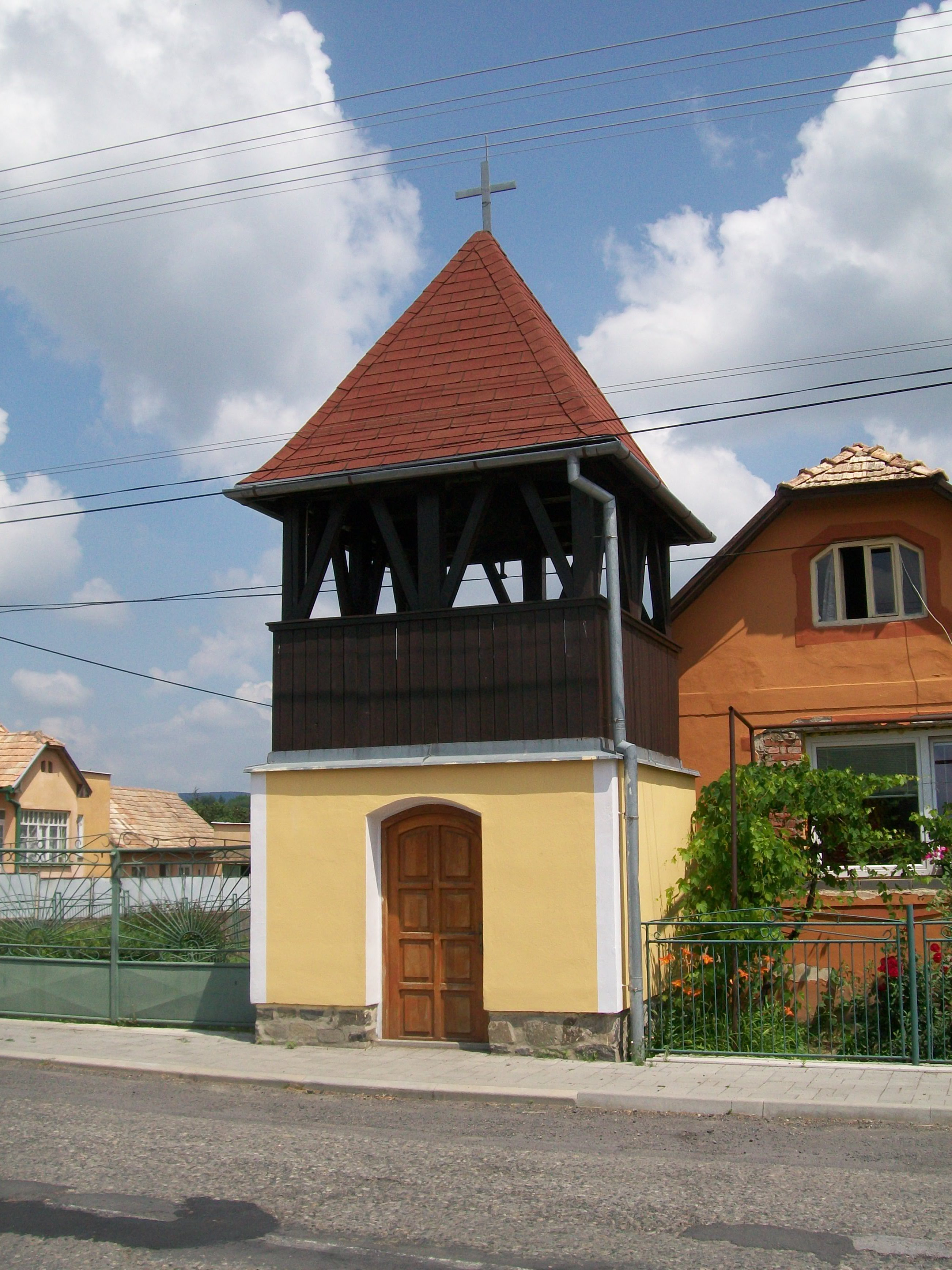
A harangláb

- A Szent Őrangyaloknak szentelt római katolikus temploma 1846-ban épült, 1910-ben átépítették.
- Klasszicista kastély a 19. század elejéről.
- A falu közepén álló harangláb.
- Az egykori bazaltbánya, ahol megtekinthetjük azt a bazalt-, homok- és kavicsréteget, amely a környező területet is alkotja, és ahonnan kiváló kilátás nyílik a környékre.